# Köhlfleet
El Köhlfleet és un braç del delta de l'Elba a l'oest d'Hamburg a Alemanya. Històricament connectava l'Elba meridional, l'Elba septentrional, l'Alte Süderelbe i el Köhlbrand, un altre braç, que avui capta tot el caball de l'Elba meridional.

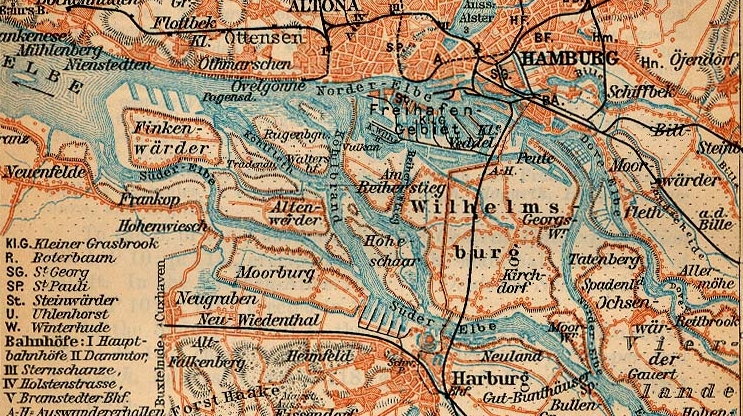
El delta de l'Elba el 1915, amb el Köhlfleet a l'angle superior d'esquerra

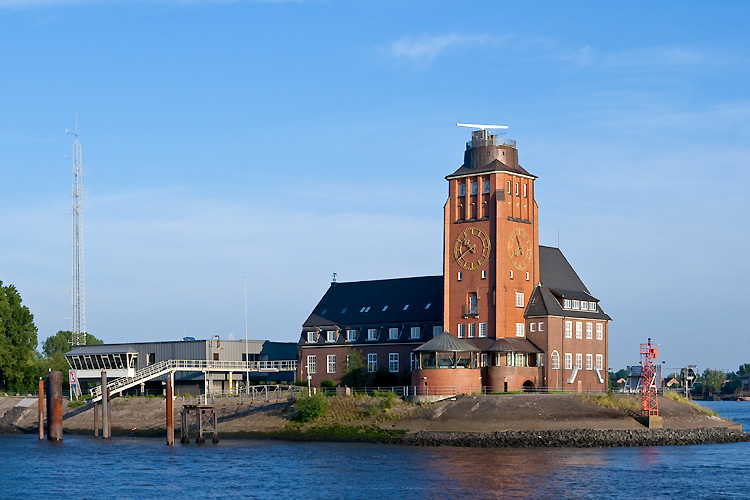
Casa del pràctics «Seemannshöft», far i central nàutic del port

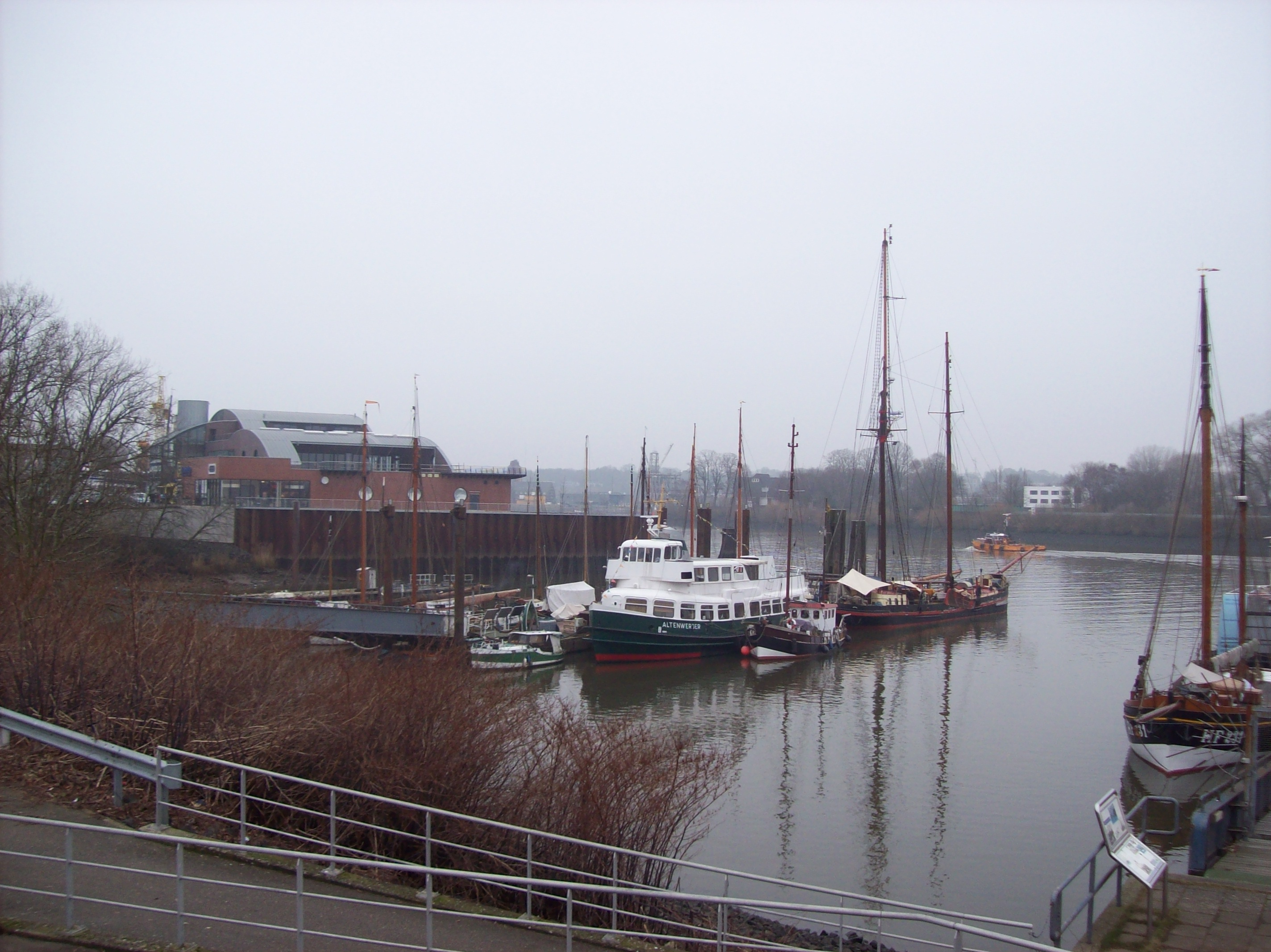
Port de cúters al Köhlfleet

Separava les dues illes fluvials de Finkenwerder i Waltershof. A la riba de Finkenwerder hi havia el port pesquer d'alta mar, construït el 1903. Fins als anys 1950 va tenir un paper important per l'aprovisionament de la ciutat d'Hamburg, sobretot als anys difícils del postguerra. Amb la industrialització de la pesca, des dels anys 1960 el port va caure en desús. El 1915 es va decidir incloure Waltersfleet com terra d'expansió del Port d'Hamburg. A mitjan segle xx es va terraplenar i urbanitzar la part meridional del Köhlfleet per construir els molls de Dradenau i Sandau i la sortida de l'autopista A7 cap al port. A la desembocadura a l'Elba es troba la casa dels pràctics de port, l'anomenat «Lotsenhaus Seemannshöft» (Arquitecte: Fritz Schumacher) amb un petit port per transportar els pràctics cap als vaixells. També hi ha un port de petroli i de fusta. Del costat de Finkenwerder ja no hi ha cap activitat portuària, excepte l'atracador dels transbordadors de les molt populars línies 62 (Hamburg-Landungsbrücken-Finkenwerder) i 64 (Findenwerder-Teufelsbrück) i un petit port històric de cúters.
Hi desemboquen l'Alte Süderelbe, el Haaken, l'Aue i el Schleusenfleet.